# العلاقات السلوفاكية الكمبودية
العلاقات السلوفاكية الكمبودية هي العلاقات الثنائية التي تجمع بين سلوفاكيا وكمبوديا.

## مقارنة بين البلدين
هذه مقارنة عامة ومرجعية للدولتين:
| وجه المقارنة                                              | سلوفاكيا                                                       | كمبوديا                   |
| --------------------------------------------------------- | -------------------------------------------------------------- | ------------------------- |
| المساحة (كم2)                                             | 49.03 ألف                                                      | 181.03 ألف                |
| عدد السكان (نسمة)                                         | 5.44 مليون                                                     | 16.01 مليون               |
| الكثافة السكانية (ن./كم²)                                 | 110.95                                                         | 88.44                     |
| العاصمة                                                   | براتيسلافا                                                     | بنوم بنه                  |
| اللغة الرسمية                                             | اللغة السلوفاكية                                               | اللغة الخميرية            |
| العملة                                                    | كرونة سلوفاكية، يورو                                           | ريال كمبودي، دولار أمريكي |
| الناتج المحلي الإجمالي (بليون دولار)                      | 95.77 مليار                                                    | 22.16 مليار               |
| الناتج المحلي الإجمالي (تعادل القوة الشرائية) بليون دولار | 162.34 مليار                                                   | 54.37 مليار               |
| الناتج المحلي الإجمالي الاسمي للفرد دولار أمريكي          | 16.09 ألف                                                      | 1.16 ألف                  |
| الناتج المحلي الإجمالي للفرد دولار أمريكي                 | 30.46 ألف                                                      | 3.26 ألف                  |
| مؤشر التنمية البشرية                                      | 0.844                                                          | 0.555                     |
| رمز المكالمات الدولي                                      | +421                                                           | +855                      |
| رمز الإنترنت                                              | .sk                                                            | .kh                       |
| المنطقة الزمنية                                           | توقيت وسط أوروبا، ت ع م+01:00، ت ع م+02:00، أوروبا/براتيسلافا ‏ | ت ع م+07:00               |

## منظمات دولية مشتركة
يشترك البلدان في عضوية مجموعة من المنظمات الدولية، منها:
| علم المنظمة | اسم المنظمة                               | تاريخ انضمام سلوفاكيا | تاريخ انضمام كمبوديا |
| ----------- | ----------------------------------------- | --------------------- | -------------------- |
|             | مؤسسة التنمية الدولية                     | 1993                  | 22 يوليو 1970        |
|             | يونسكو                                    | 9 فبراير 1993         | 3 يوليو 1951         |
|             | وكالة ضمان الاستثمار متعدد الأطراف        | 1993                  | 1 ديسمبر 1999        |
|             | الأمم المتحدة                             | 19 يناير 1993         | 14 ديسمبر 1955       |
|             | الفريق المعني برصد الأرض                  | ?                     | ?                    |
|             | الاتحاد البريدي العالمي                   | ?                     | ?                    |
|             | البنك الدولي للإنشاء والتعمير             | 1993                  | 22 يوليو 1970        |
|             | الاتحاد الدولي للاتصالات                  | 23 فبراير 1993        | 10 أبريل 1952        |
|             | منظمة حظر الأسلحة الكيميائية              | ?                     | ?                    |
|             | مؤسسة التمويل الدولية                     | 1993                  | 26 مارس 1997         |
|             | المركز الدولي لتسوية المنازعات الاستشارية | 26 يونيو 1994         | 19 يناير 2005        |
|             | منظمة التجارة العالمية                    | ?                     | ?                    |
|             | منظمة الشرطة الجنائية الدولية             | ?                     | ?                    |

## وصلات خارجية
- موقع وزارة الخارجية السلوفاكية
- موقع وزارة الخارجية الكمبودية